# Perigeu

La perigeu, Luna apare mai mare de pe Pământ

Perigeul unui corp ceresc este momentul si poziția corespunzătoare a apsidelor față de Terra.
- Perigeu punctul cel mai apropiat de Terra de pe orbita sa.
- Apogeu punctul cel mai îndepărtat.

## Luna
La Lună, diferența dintre cele două distanțe este de peste 13 la sută, deoarece orbita Lunii are o formă eliptică clară (excentricitate de 0,055). Semiaxa majoră a orbitei are 384.405 km, distanța față de Pământ variază însă între 356.410 la 406.740 km în cadrul lunii anomalistice, Prin dimensiunea aparentă a Lunii, distanța Pamântului este de asemenea crucială pentru felul eclipsei solare: În cazul în care eclipsa este în perigeu, luna este relativ mare și eclipsa este completă, la apogeu este doar inelară (pentru detalii a se vedea articolul eclipsă de soare).